# Giải thưởng Cầu thủ nữ xuất sắc nhất năm của UEFA
Cầu thủ nữ xuất sắc nhất châu Âu của UEFA là giải thưởng bóng đá được trao cho cầu thủ bóng đá nữ đang chơi cho một câu lạc bộ ở châu Âu mùa giải trước. Giải được khởi đầu năm 2013, hai năm sau khi giải Cầu thủ xuất sắc nhất châu Âu của UEFA ra đời dành cho nam.

## Tiêu chí và cách thức bầu chọn
Theo UEFA, các cầu thủ được lựa chọn dựa trên phong độ của họ trong mùa giải đó tại "tất cả các giải đấu, cả trong và ngoài nước, ở cả cấp câu lạc bộ lẫn đội tuyển quốc gia". Ở mùa bầu chọn đầu tiên, các cầu thủ được lựa chọn bởi các huấn luyện viên của 12 đội tuyển quốc gia dự vòng chung kết Giải vô địch bóng đá nữ châu Âu 2013 và các huấn luyện viên của 8 câu lạc bộ lọt vào tứ kết UEFA Women's Champions League 2012-13. Các ứng viên sau đó được đánh giá bởi mười tám nhà báo thể thao thường xuyên đưa tin bóng đá nữ, những người được chọn từ tổ chức thương mại European Sports Media. Mỗi nhà báo chọn ba cầu thủ, người thứ nhất 5 điểm, người thứ hai 3 điểm, và người thứ 3 một điểm. Sau đó, UEFA công bố một danh sách rút gọn gồm ba cầu thủ có tổng điểm cao nhất. Người chiến thắng, về nhì và về thứ ba sẽ được chọn lựa sau vòng bỏ phiếu thứ hai, diễn ra đồng thời với việc bốc thăm chia cặp vòng 32 và 16 đội của UEFA Women's Champions League.

## Lịch sử

### Người chiến thắng
| Năm     | Thứ nhất                   | Thứ hai                     | Thứ ba                         |
| ------- | -------------------------- | --------------------------- | ------------------------------ |
| 2012–13 | Nadine Angerer (Frankfurt) | Lena Goeßling (Wolfsburg)   | Lotta Schelin (Lyon)           |
| 2013–14 | Nadine Keßler (Wolfsburg)  | Martina Müller (Wolfsburg)  | Nilla Fischer (Wolfsburg)      |
| 2014–15 | Célia Šašić (Frankfurt)    | Amandine Henry (Lyon)       | Dzsenifer Marozsán (Frankfurt) |
| 2015–16 | Ada Hegerberg (Lyon)       | Amandine Henry (Lyon)       | Dzsenifer Marozsán (Frankfurt) |
| 2016–17 | Lieke Martens (Rosengård)  | Pernille Harder (Wolfsburg) | Dzsenifer Marozsán (Lyon)      |

### Ứng cử viên
Người chiến thắng       Nằm trong danh sách rút gọn

#### 2012–13
| Hạng | Tên                    | Vòng một | Vòng cuối | Câu lạc bộ |
| ---- | ---------------------- | -------- | --------- | ---------- |
| 1    | Nadine Angerer         | –        | 10        | Frankfurt  |
| 2    | Lena Goeßling          | –        | 6         | Wolfsburg  |
| 3    | Lotta Schelin          | –        | 2         | Lyon       |
| 4    | Nadine Keßler          | 16       | –         | Wolfsburg  |
| 5    | Verónica Boquete       | 11       | –         | Tyresö     |
| 6    | Caroline Seger         | 8        | –         | Tyresö     |
| 7    | Nilla Fischer          | 6        | –         | Linköping  |
| 8    | Célia Okoyino da Mbabi | 4        | –         | Frankfurt  |
| 9    | Wendie Renard          | 3        | –         | Lyon       |
| 10   | Louisa Nécib           | 2        | –         | Lyon       |

#### 2013–14
| Hạng | Tên              | Vòng một | Vòng cuối | Câu lạc bộ |
| ---- | ---------------- | -------- | --------- | ---------- |
| 1    | Nadine Keßler    | –        | 9         | Wolfsburg  |
| 2    | Martina Müller   | –        | 3         | Wolfsburg  |
| 3    | Nilla Fischer    | –        | 0         | Wolfsburg  |
| 4    | Lena Goeßling    | 6        | –         | Wolfsburg  |
| 5    | Verónica Boquete | 5        | –         | Tyresö     |
| 5    | Lotta Schelin    | 5        | –         | Lyon       |
| 7    | Marta            | 3        | –         | Tyresö FF  |
| 7    | Alexandra Popp   | 3        | –         | Wolfsburg  |
| 7    | Caroline Seger   | 3        | –         | Tyresö FF  |
| 10   | Christen Press   | 2        | –         | Tyresö FF  |

#### 2014–15
| Hạng | Tên                | Vòng một | Vòng cuối | Câu lạc bộ      |
| ---- | ------------------ | -------- | --------- | --------------- |
| 1    | Célia Šašić        | –        | 11        | Frankfurt       |
| 2    | Amandine Henry     | –        | 4         | Lyon            |
| 3    | Dzsenifer Marozsán | –        | 3         | Frankfurt       |
| 4    | Verónica Boquete   | 8        | –         | Frankfurt       |
| 4    | Anja Mittag        | 8        | –         | Rosengård       |
| 6    | Eugénie Le Sommer  | 7        | –         | Lyon            |
| 7    | Ramona Bachmann    | 6        | –         | Rosengård       |
| 8    | Wendie Renard      | 4        | –         | Lyon            |
| 9    | Caroline Seger     | 3        | –         | PSG             |
| 10   | Nadine Angerer     | 2        | –         | Portland Thorns |
| 10   | Simone Laudehr     | 2        | –         | Frankfurt       |
| 12   | Alexandra Popp     | 0        | –         | Wolfsburg       |

#### 2015–16
| Hạng | Tên                | Vòng một | Vòng cuối | Câu lạc bộ |
| ---- | ------------------ | -------- | --------- | ---------- |
| 1    | Ada Hegerberg      | –        | 13        | Lyon       |
| 2    | Amandine Henry     | –        | 4         | Lyon       |
| 3    | Dzsenifer Marozsán | –        | 3         | Frankfurt  |
| 4    | Kumagai Saki       | 11       | –         | Lyon       |
| 4    | Wendie Renard      | 10       | –         | Lyon       |
| 6    | Louisa Nécib       | 9        | –         | Lyon       |
| 7    | Alexandra Popp     | 9        | –         | Wolfsburg  |
| 8    | Camille Abily      | 6        | –         | Lyon       |
| 9    | Eugénie Le Sommer  | 3        | –         | Lyon       |
| 10   | Amel Majri         | 2        | –         | Lyon       |

#### 2016–17
| Hạng | Tên                   | Vòng một | Vòng cuối | Câu lạc bộ      |
| ---- | --------------------- | -------- | --------- | --------------- |
| 1    | Lieke Martens         | –        | 95        | Rosengård       |
| 2    | Pernille Harder       | –        | 81        | Wolfsburg       |
| 3    | Dzsenifer Marozsán    | –        | 47        | Lyon            |
| 4    | Vivianne Miedema      |          | –         | Bayern München  |
| 5    | Eugénie Le Sommer     |          | –         | Lyon            |
| 6    | Wendie Renard         |          | –         | Lyon            |
| 7    | Jackie Groenen        |          | –         | Frankfurt       |
| 8    | Lucy Bronze           |          | –         | Manchester City |
| 9    | Jodie Taylor          |          | –         | Arsenal         |
| 10   | Shanice van de Sanden |          | –         | Liverpool       |